# Bitva u Badru
Bitva u Badru (arabsky غزوة بدر) se odehrála 17. března roku 624 (17. ramadánu roku 2 islámského kalendáře) v oblasti Hidžázu na západě dnešní Saúdské Arábie a znamenala zlomový obrat v boji mezi ranou muslimskou obcí vedenou prorokem Mohamedem a protivníky z řad pohanských Kurajšovců, kteří ovládali Mekku. V islámské tradici byla bitva vykládána jako drtivé vítězství, za něž muslimové vděčí boží prozřetelnosti; sekulární prameny pak vítězství připisují Mohamedovu vojevůdcovskému umění. Ačkoliv je bitva u Badru jednou z několika bitev zmíněných v posvátné knize islámu – koránu – prakticky všechny současné znalosti o této bitvě pochází z tradičních islámských pramenů: dvou hadísů a jiných Mohamedových životopisů, napsaných desítky let po jeho smrti.
Bitvě u Badru předcházelo na přelomu let 623 a 624 několik menších šarvátek mezi medínskými muslimy a Kurajšovci z Mekky kvůli stupňujícím se nájezdům proti mekkánským karavanám. Bitva u Badru však představovala první velké regulérní střetnutí mezi oběma silami. Postupujíce proti silné obranné pozici, dokázali Mohamedovi disciplinovaní bojovníci rozbít kurajšovské linie a zabít několik významných kurajšovských vůdců, včetně Mohamedova úhlavního nepřítele Abú Džahla, a mnoho dalších zajmout, např. Mohamedova strýce al-Abbáse. Pro muslimy mělo toto vítězství obrovský význam, neboť znamenalo, že Mekka, jež byla jedním z nejbohatších a nejmocnějších pohanských měst v Arábii, může být poražena. Muslimské vítězství také značně posílilo Mohamedovu pozici jak vůči vnitřní opozici, tak i navenek vůči ostatním arabským kmenům, jimž bitva u Badru signalizovala vzestup nové arabské moci; kočovné kmeny začaly uzavírat s Medínou spojenectví a některé i přijímat islám. Bitvou u Badru byl zahájen mohutný muslimský postup, známý souhrnně jako islámská expanze.

## Pozadí: výstup Mohameda
V době působení proroka Mohameda a bitvy u Badru byl Arabský poloostrov řídce osídlen převážně arabským etnikem. Arabové žili kočovným životem, ale v oázách uprostřed Arábie existovaly zemědělské osady s povahou městských států, v jižní části poloostrova (dnešní Jemen a Omán) existovaly i větší politické celky. Kočovní Arabové měli primitivní kmenová náboženství s prastarými obyčeji (včetně lidských obětí), ale přesto v životě pohanských kočovníků hrálo náboženství jen malou úlohu. Na severu bylo mezi Araby zakořeněné křesťanství různých orientálních směrů, na pobřeží Rudého moře v Hidžázu měl silnou pozici judaismus, vyskytoval se i perský zoroastrismus.
Mohamed se narodil někdy mezi lety 570–580 v Mekce, byl příslušníkem rodu Hášimovců, kteří náleželi ke kmenu Kurajšovců. Když mu bylo asi čtyřicet let, začal mít během svých meditací v jeskyni hory Hirá' v okolí Mekky různá vidění, jež připisoval božímu projevu, který mu tak svěřoval prorocké poslání. Své názory začal nejprve šířit mezi okruhem svých nejbližších, později začal i s veřejnými kázáními, jež mu získávala stoupence, ale také mocné nepřátele. Avšak Mohamedův rod Hášimovců, v čele s Mohamedovým strýcem a jeho vychovatelem z dětství Abú Tálibem, (ačkoliv mnozí z Hášimovců s Mohamedovým učením neměli nic společného) se za svého příslušníka postavili a chránili ho před nepřáteli, zatímco finančně Mohameda podporoval bohatý obchodník Abú Bakr. Roku 619 však Abú Tálib zemřel a vedení rodu Hášimovců připadlo Mohamedovu strýci Amr ibn Hišámovi, jenž byl Mohamedovým nepřítelem. Ten zrušil ochranu, jíž Abú Tálib Mohamedovi poskytoval, a vystupňoval perzekuce, jimž byli muslimové vystavováni.
Roku 622, kvůli otevřeným aktům nepřátelství ze strany pohanských Kurajšovců, Mohamed a mnoho jeho následovníků Mekku opustilo a přesídlilo do Medíny, kde místní pohanští Arabové přijali islám. Mohamedův útěk do Medíny se nazývá hidžra a získání města pod muslimskou kontrolu znamená také počátek Mohamedova vůdcovství v rovině politické.

## Bitva
Mohamed Medínu přetvořil v zárodek teokratického islámského státu a soustředil se na odboj proti nevěřícím, zejména mekkánským Kurajšovcům. Kromě povinné náboženské daně se loupeživé nájezdy proti obchodním karavanám staly pro Medínské živobytím. Již na podzim roku 623 se muslimové pokusili napadnout kurajšovskou karavanu, když projižděla Hidžázem, ale karavaně se podařilo vyváznout. V lednu 624 muslimové u Nachly, jihovýchodně od Mekky, tentokrát již úspěšně přepadli a oloupili kurajšovskou karavanu cestující z jižní Arábie. Na jaře 624 dostal Mohamed zprávy o další karavaně cestující ze Sýrie do Mekky vedené Abú Sufjánem s ozbrojeným doprovodem třiceti až čtyřiceti mužů. K výpravě proti této karavaně se propůjčili i Medínští (do té doby se nájezdů účastnili pouze tzv. muhádžirové, kteří do Medíny přišli s Mohamedem z Mekky) a muslimům se tak podařilo sebrat armádu o 313 bojovnících, největší, jakou do té doby postavili.

### Pochod na Badr
Do čela armády se postavil osobně prorok Mohamed a společně s ním do boje šli jeho nejbližší společníci jako Mohamedův strýc Hamza, zeť a synovec Alí a budoucí chalífové Abú Bakr a Umar. Muslimské jezdectvo se skládalo ze 70 velbloudů a jen dvou nebo tří koní, což by znamenalo, že zbytek mužstva musel buď pochodovat pěšky, nebo všichni jeli na velbloudech – tedy tři až čtyři muži na jednom zvířeti. Podle Edwarda Gibbona Mohamedovi vojáci na 72 velbloudech jeli střídavě a měli jenom dva koně. Mnohé muslimské zdroje, včetně samotného koránu, však naznačují, že muslimové s větším střetnutím ani nepočítali, a jeden z budoucích chalífů, Uthmán, zůstal v Medíně, aby se staral o svou nemocnou manželku.
Muslimský postup nezůstal utajen. Jak se karavana blížila k Medíně, její vůdce Abú Sufján od cestovatelů a jezdců dostával zprávy o Mohamedově úmyslu karavanu přepadnout, Abú Sufján proto vyslal do Mekky posla jménem Damdam, aby varoval Kurajšovce a přivolal posily. Kurajšovci z Mekky mobilizovali a na pomoc karavaně vyslali 300 jezdců na koních a až 700 jezdců na velbloudech. Mnozí kurajšovští aristokraté, jako Amr ibn Hišám, Valíd ibn Uthma, Šajba či Umaja ibn Chalafa, se připojili k armádě; jejich důvody byli rozmanité, někteří měli v karavaně své finanční zájmy, jiní chtěli pomstít Ibn al-Hadramiho a ostatní stráže z karavany přepadené v lednu muslimy u Nachly a konečně, mnozí se chtěli zúčastnit výpravy proti muslimům, když se vítězství zdálo na dosah ruky. Abdulláh ibn Mas‘úd popisuje Amra ibn Hišáma, jak nejméně jednoho zdráhajícího se šlechtice, Umaju ibn Chalafa, přiměl připojit se k výpravě.
Tou dobou Mohamedova armáda postupovala ke studnám u Badru, jež ležely na obchodní trase ze Sýrie. Mohamed předpokládal, že se zde karavana zastaví a plánoval ji zde napadnout. Nicméně několik muslimských průzkumníků bylo objeveno zvědy z karavany, Abú Sufján proto vydal karavaně rozkaz změnit rychle směr na západ k Janbu na pobřeží Rudého moře.

### Plán muslimů
Zhruba v té době k muslimům dolehly zprávy o vojsku, jež vyrazilo z Mekky. Mohamed okamžitě svolal válečnou radu; zatím byla stále možnost ustoupit, zvláště, když mnozí z Mohamedových bojovníků náleželi k tzv. al-ansár (pomocníkům) pocházejících z řad původních medínských kmenů a kteří se zavázali pouze k obranně Medíny a nikoliv k dobyvačným tažením. Podle Medínské konstituce měli al-ansár právo odmítnout bojovat a opustit armádu. Nicméně podle tradice se al-ansár stejně tak zavázali k boji.
| „                 | Pokud nám [Mohamede] nařídíš vrhnout naše koně do moře, učiníme tak. | “ |
| — Sa'd bin 'Ubada |                                                                      |   |

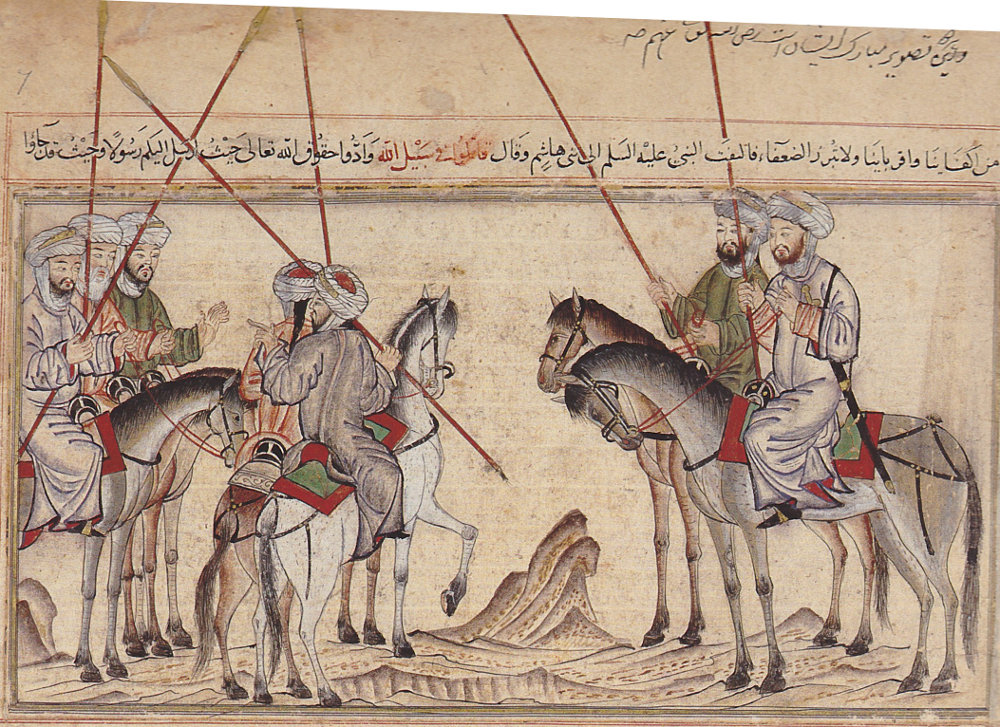
Prorok Mohamed před bitvou u Badru, perská miniatura z 15. století

Ve čtvrtek 15. března se obě armády nacházely asi jeden den pochodu od městečka Badr. Odpoledne Mohamed vyslal několik jezdců v čele s Alím, aby prozkoumali okolí studní u Badru. Alí se svými bojovníky u studní překvapil skupinu kurajšovských zásobovačů, kteří brali vodu; jen jedinému z Kurajšovců se podařilo uprchnout, zbytek byl Alím zajat a odveden do muslimského ležení, od kterých následně Mohamed vyzvěděl sílu a vzdálenost nepřítele. Muslimští bojovníci, kteří očekávali, že jim zajatci sdělí, kde se nachází karavana, byli zděšeni, když se dozvěděli, že místo karavany proti nim stojí celá hlavní kurajšovská armáda. Podle některých tradic, když se Mohamed dozvěděl jména všech kurajšovských šlechticů, již doprovází vojsko, zvolal:
| „         | Mekka vám předhazuje ty nejlepší kousky ze svých obyvatel. | “ |
| — Mohamed |                                                            |   |

Následujícího dne nařídil rychle pochodovat na Badr, aby dorazil dříve, než kurajšovská armáda. Badrské studny se nacházely na mírném svahu na východní straně údolí zvaného „Yalyal“. Západní strana byla uzavřena vysokým kopcem zvaným 'Aqanqal. Když z východu dorazila na místo muslimská armáda, Mohamed nejprve zvolil sešikovat vojáky u první studny, na kterou narazil. Avšak Hubab ibn al-Muhdír se proroka optal, zda jeho volba je boží vnuknutí, či jeho vlastní názor. Když Mohamed odvětil, že je to jeho vlastní volba, Ibn al-Muhdír navrhl obsadit pramen blíže nepřátelské armádě a blokovat tak všechny ostatní. Mohamed tento návrh přijal a rychle se s armádou přesunul. Podle Tárika Ramadána to dokazuje, že Mohamed nebyl autokratický vůdce, ale dovoloval svým stoupencům odporovat bez toho, že by to bylo považováno za projev neúcty.

### Plán Kurajšovců

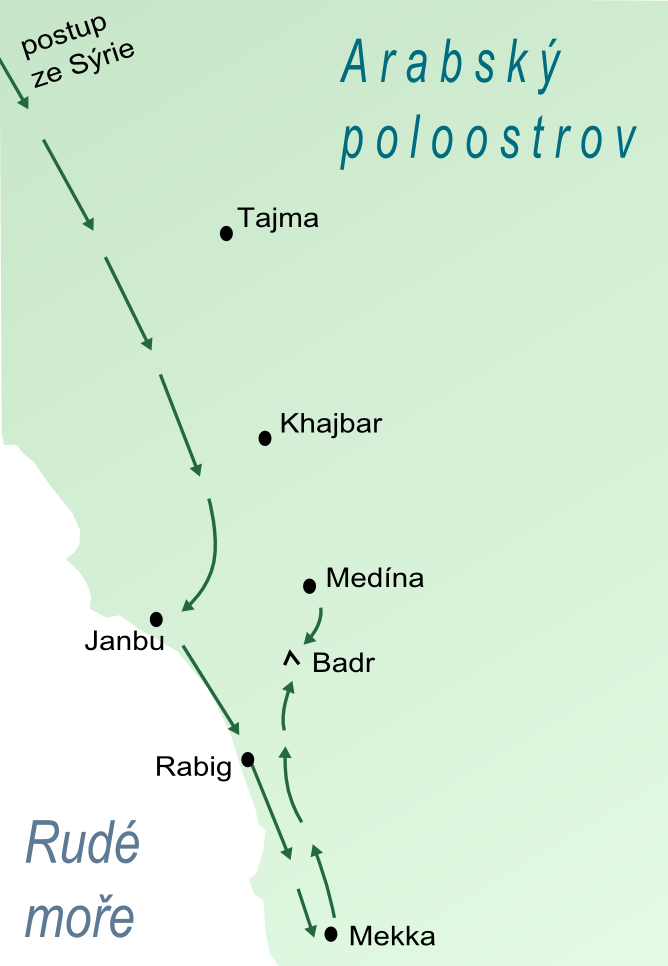
Mapa tažení na Badr

Naproti tomu je jen velmi málo známo o kurajšovském vojsku v době, kdy vytáhlo z Mekky až do chvíle, kdy dorazilo k Badru. Ty informace, které se zachovaly, mnoho nevypovídají. Arabské armády měly ve zvyku brát s sebou na válečná tažení své ženy a děti, aby podporovaly a staraly se o muže, ale mekkánská armáda to tentokrát neudělala. Kurajšovci také zřejmě vyvinuli jen malé, nebo vůbec žádné úsilí ke zkontaktování spojeneckých kmenů, roztroušených po celém Hidžázu. Obě tyto skutečnosti napovídají, že Kurajšovci výpravu organizovali narychlo, když karavana volala o pomoc. Kromě toho Kurajšovci věděli, že muslimy převyšují počtem v poměru tři na jednoho a očekávali tedy snadné vítězství.
Když Kurajšovci dosáhli al-Juhfy, města ležícího jižně od Badru, přijali zprávu od Abú Sufjána, který vojsku sdělil, že karavana je již bezpečně za zády kurajšovské armády a vojsko se tedy může stáhnout zpět do Mekky. V tu chvíli, podle Karena Armstronga, v armádě vypukl mocenský spor; Abú Džahl chtěl pokračovat v tažení, ale některé přítomné klany, mezi nimi Zuhraovci či Adíovci, odmítly Abú Džahla následovat a vrátily se do Mekky. Armstron naznačuje, že klany mohly mít zájem na moci, jež by Abú Džahl získal, kdyby se mu podařilo muslimy zničit. Rovněž rod Hášimovců váhal, ale nakonec jejich kontingent vojsko rovněž opustil. Abú Džahlova armáda odchodem části klanů sice utrpěla ztráty, ale vzápětí se k vojsku připojil oddíl Abú Sufjána z Mekky, čímž se ztráty částečně zacelily.

### Den bitvy
O půlnoci 17. března Kurajšovci sbalili tábor a vytáhli směrem na Badrovské údolí. Protože předchozího dne pršelo, byl postup s koňmi a velbloudy na kopec 'Aqanqal velmi obtížný. Když se jim podařilo kopec překonat, rozbili Kurajšovci tábor přímo v Badrovském údolí a zatímco zbytek vojska odpočíval, bylo vysláno několik jezdců v čele s Umajrem ibn Wahbem, aby prozkoumali muslimské linie. Umajr poté Kurajšovcům nahlásil, že Mohamedova armáda je malá a muslimové nemají žádné spojence, kteří by se k bitvě připojili. Nicméně Umajr varoval před značnými ztrátami, jež mekkánská armáda v konečném útoku utrpí. To ještě více demoralizovalo kurajšovské bojovníky, protože arabské bitvy se tradičně vyznačovaly malými ztrátami na životech, což ještě vystupňovalo další kolo svárů mezi kurajšovskými veliteli. Nicméně podle arabského tradičního podání Amr ibn Hišám rozpory umlčel apelováním na kurajšovský smysl pro čest a požadavkem na naplněním krevní msty.
Bitva byla soubojem tří nejlepších mužů od muslimů a Kurajšovců. Z muslimského šiku vyrazili tři z al-ansár, aby se utkali s třemi Mekkánci, ale ti svým pokřikem Medínské zahnali zpět; kurajšovští bojovníci byli nervózní z propuknutí dalších sporů mezi mekkánskými veliteli a navíc chtěli jen bojovat s kurajšovskými muslimy, Mohamedovými bojovníky původem z Mekky. Mohamed tedy vyslal vpřed Alího, Ubajdu a Hamzu. V souboji se Hamzovi podařilo svého soupeře zabít, ačkoliv Ubajda byl smrtelně zraněn.

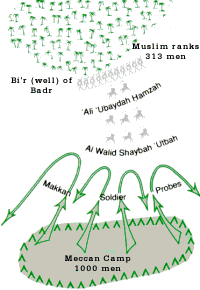
Schéma bitvy u Badru

Poté armády zahájily proti sobě palbu z luků. Zabiti byli dva muslimové a neznámý počet Kurajšovců. Ještě před bitvou vydal Mohamed muslimům rozkaz střílet na Kurajšovce během jejich postupu k muslimským liniím a tasit meče až ve chvíli, kdy budou příliš blízko. Nyní, když prorok vydal rozkazy, vrhl směrem proti kurajšovským zástupům hrst oblázků, což bylo pravděpodobně tradiční arabské gesto, a zvolal: „Znetvořeny budiž ty tváře!“ Armáda muslimů vyrazila proti kurajšovským liniím. Mekkánci, demoralizovaní a v plné bojové síle, se kvapně obrátili a dali na útěk. Samotná bitva trvala několik hodin a krátce po poledni bylo po všem. Korán sílu muslimského útoku popisuje v několika verzích, odvolávaje se přitom na tisíce andělů sestupujících z nebe nad Badrem, kteří rozdrtili Kurajšovskou armádu. Rané muslimské zdroje tyto zprávy přebírají doslova a v několika hadísech se objevují pasáže popisující rozhovory Mohameda s archandělem Džibrílem a jeho roli, jež hrál v bitvě u Badru.

## Důsledky

### Mrtví a zajatí
Al-Buchárí ztráty mekkánské armády vypočítává na 70 padlých a 70 zajatých. To mohlo představovat 15–16 % kurajšovské armády, jestliže ve skutečnosti nebyla velikost mekkánské armády u Badru mnohem nižší, v takovém případě by procento ztracených bojovníků bylo mnohem vyšší. Alí ibn Abú Tálib sám vypočítává 18 padlých Mekkánců. Muslimské ztráty činí asi 14 padlých, tedy asi 4 % celkové armády. O počtu zraněných na obou stranách žádné zdroje nereferují.
V bitvě se muslimům podařilo získat značné množství kurajšovských zajatců, včetně urozených, mezi nimi Mohamedova strýce al-Abbáse z rodu Abbásovců, kteří okamžitě zažehli mezi muslimy kontroverzi, podle súry 8:
„Nebylo dáno proroku žádnému, aby měl zajatce, pokud dokonale neporazil nepřátele na zemi. Vy toužíte po tom, co nabízí vám život pozemský, zatímco Bůh vám chce dát život budoucí – a Bůh mocný je i moudrý.
A kdyby nebylo příkazu již dříve od Boha daného, byl by se vás dotkl trest nesmírný za to, co jste si vzali.
Jezte z toho, co jste ukořistili, jen dovolené a výtečné a bojte se Boha, vždyť Bůh je odpouštějící, slitovný.“
Podobná událost je rovněž v biblické starozákonní první knize Samuelově, kde Bůh trestá Saula za to, že ušetřil život zajatců, které mu Bůh nařídil pozabíjet. Kurajšovští zajatci byli drženi v bezpečí a zásobováni; dokonce když Umajjův bývalý otrok Bilal chtěl svého bývalého pána zabít, muslimové k Umajjovi postavili stráž.
Krátce před tím, než muslimové upustili bitevní pole, vydal Mohamed rozkaz pohřbít více než dvacet mrtvých Kurajšovců v badrské studni. Hadísy několikrát referují o této události, jež byla zřejmě jednou z hlavních příčin pohoršení mezi mekkánskými Kurajšovci. Krátce poté bylo několik muslimů, jež zajali spojenci Mekky, odesláno do Mekky a jako odvetu za porážku u Badru popraveno.

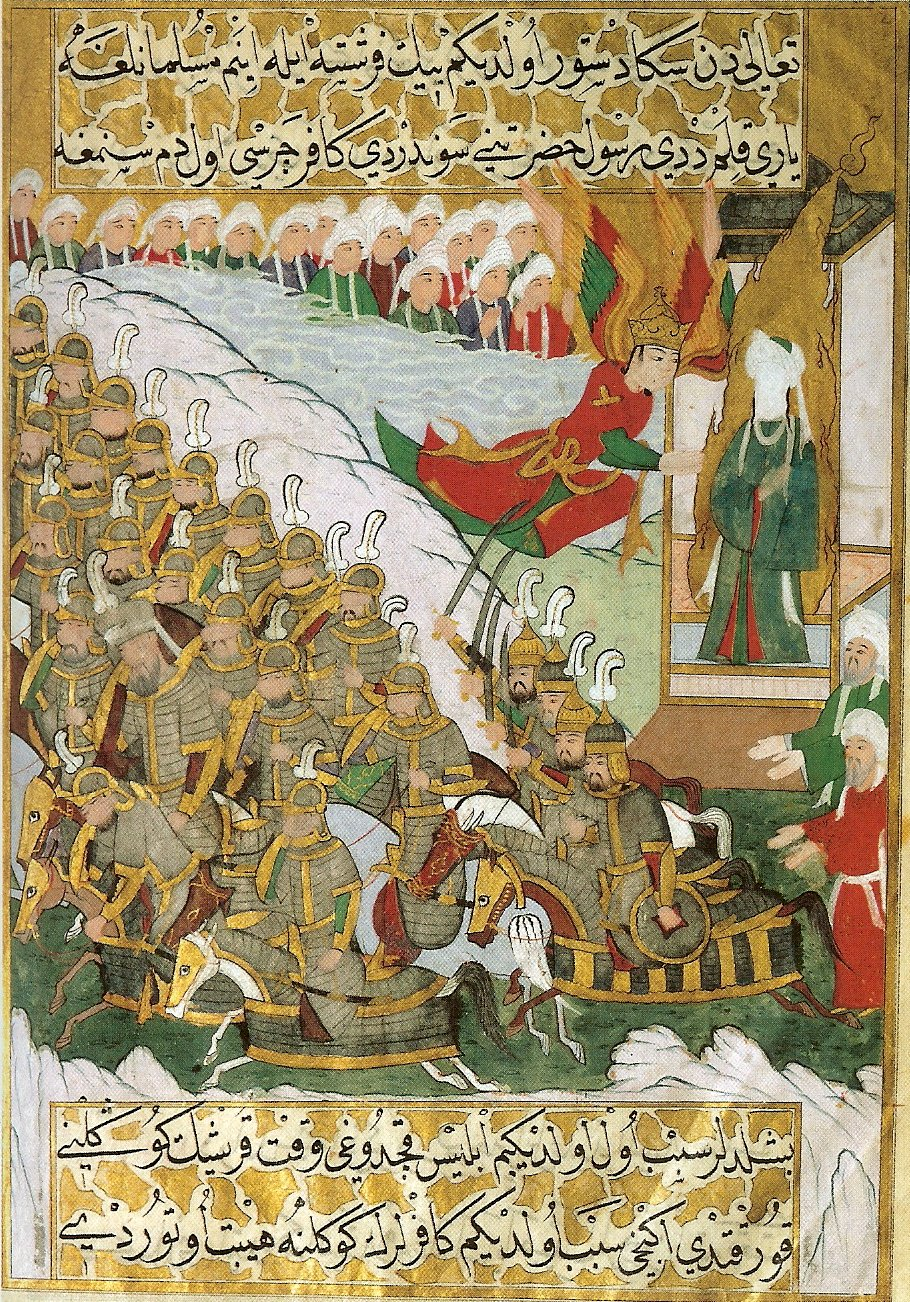
Mohamed v bitvě u Badru, turecký rukopis z konce 14. století

Podle tradice krevní msty mnozí příbuzní Kurajšovců padlých u Badru jako pomstu napadli členy kmene, jehož příslušníci zabili jejich příbuzné. Muslimové však rovněž toužili po pomstě za perzekuce, jimž byli několik let vystavováni během pobytu v Mekce; několik zajatců od Badru bylo proto muslimy popraveno. Nicméně, po počátečních popravách byli zajatci rozděleni mezi muslimské rodiny a bylo s nimi zacházeno dobře, později byli propuštěni buď za výkupné, nebo jen za přísahu, že již nebudou proti Mohamedovi bojovat.

### Význam
Bitva u Badru významně ovlivnila vzestup dvou mužů, kteří po následující století určovali směr vývoje Arábie. Prvním byl prorok Mohamed, který se prakticky přes noc stal z mekkánského uprchlíka významným vůdcem. Marshall Hodgson dodává, že Badr donutil ostatní Araby „muslimy vnímat jako potenciální soupeře a nástupce v prestiži a politické roli, jež drželi Kurajšovci.“ Mohamedova pozice v medínské komunitě značně posílila a jeho pozornost se tak mohla zaměřit proti vnějším protivníkům. Krátce po bitvě u Badru Mohamed zahájil kampaň proti medínským židům, kteří ohrožovali jeho politické postavení; prvním napadeným židovským kmenem se stal Banú Kajnuká. V té době naopak pozice hlavního Mohamedova politického odpůrce, Abdulláha ibn Ubajje, vážně oslabila a nadále byl schopen představovat Mohamedovi jen omezeného protivníka. Druhým mužem, jehož bitva u Badru ovlivnila, byl Abú Sufján. Smrt Amra ibn Hášima, stejně jako mnoha dalších kurajšovských šlechticů, dala Abú Sufjánovi příležitost stát se vůdcem kurajšovského kmene; v důsledku, když Mohamed o šest let později pochodoval na Mekku, byl to Abú Sufján, kdo pomohl nekrvavou kapitulaci. Abú Sufján se posléze stal vysoko postaveným úředníkem nově se rodící arabské říše, a jeho syn Mu'ávija se stal syrským místodržícím a v roce 661 i zakladatelem umajjovského chalífátu.
V pozdější době se bitva u Badru stala tak slavnou, že Ibn Ishák do své Mohamedovy biografie zahrnul jmenný seznam muslimských bojovníků účastnivších se bitvy. V mnohých hadísech jsou jednotlivci, kteří bojovali u Badru, zaznamenáni spíše formálně, a v pozdějších letech za to dokonce mohli získat jistá privilegia. Poslední veterán z bitvy u Badru zemřel během první islámské občanské války.
Jak shrnuje Paul K. Davis: „Mohamedovo vítězství stvrdilo jeho autoritu coby vůdce islámu; zapůsobil tak na místní kmeny, že se k němu připojily, expanze islámu tak začala.“

## Korán
Bitva u Badru je jednou z mála bitev speciálně zmiňovaných v Koránu, zvláště jako srovnání s bitvou u Uhudu:
Súra 3, verše 123–125: „Bůh vám již vskutku pomohl u Badru, když jste byli ještě nepatrní. Bojte se Boha, snad Mu budete vděčni.
A hle, pravil jsi věřícím: „Což vám nestačí, že vás Pán váš posílil třemi tisíci andělů z nebe vyslanými?

Ba ano! Budete-li vytrvalí a bohabojní; pak až nepřítel na vás prudce zaútočí, Pán váš vás podpoří pěti tisíci andělů, kteří označují známkami.“
Súra 3, verš 13: „Dostalo se vám již znamení v dvou houfech, jež se střetly: jeden houfec bojoval na stezce Boží, zatímco druhý byl nevěřící. A zdál se jim druhý houfec na pohled dvojnásobný počtem; a Bůh poskytuje pomoc Svou tomu, komu chce, a věru je v tom poučení pro ty, kdož jsou jasnozřiví.“
Badr je také předmětem súry 8: Al-Anfál, která líčí vojenské postupy a operace. Arabský výraz al-Anfál znamená „kořist“ a odkazuje na dohady, jak po bitvě mezi vojáky rozdělit kořist ukradenou Kurajšovcům. Osmá súra přímo nezmiňuje jméno Badr, ale popisuje bitvu a několik veršů se vztahuje přímo k bitvě u Badru a událostem krátce po ní.

## Moderní ohlasy
Díky svému významu v dějinách islámu jakožto vítězství proti všem očekáváním, jméno Badr zlidovělo jak v muslimských armádách, tak v militantních organizacích. Název Badr byl také použit pro krycí název operace egyptské armády v říjnu 1973 během jomkipurské války, či bojovou akci pákistánské armády roku 1999 během kárgilské války.
Bitva u Badru se stala námětem i pro beletristická zpracování; roku 1976 byla bitva ztvárněna v arabském filmu Poselství, režírovaného Mustafou Akkadem.